# Stånga landskommun
Stånga landskommun var en kommun på Gotland.

## Administrativ historik
Kommunen bildades i Stånga socken när de svenska kommunalförordningarna trädde i kraft 1863. Vid kommunreformen 1952 blev den storkommun genom sammanläggning med de tidigare kommunerna Burs och När. Den utökade kommunen hade 2 187 invånare den 31 december 1951.
Den 1 januari 1971 bildades Gotlands kommun, varvid denna, liksom öns övriga kommuner och Gotlands läns landsting, upplöstes. När Stånga landskommun upplöstes hade den 1 767 invånare.
Kommunkoden 1952-1971 var 0909.

### Kyrklig tillhörighet
I kyrkligt hänseende tillhörde landskommunen först Stånga församling. Vid kommunreformen 1 januari 1952 tillkom församlingarna Burs och När.

## Geografi
Stånga landskommun omfattade den 1 januari 1952 en areal av 119,26 km², varav 118,84 km² land.

### Tätorter i kommunen 1960
I Stånga landskommun fanns tätorten Stånga, som hade 228 invånare den 1 november 1960. Tätortsgraden i kommunen var då 11,5 procent.

## Näringsliv
Vid folkräkningen den 31 december 1950 var huvudnäringen för landskommunens (med 1952 års gränser) befolkning uppdelad på följande sätt:
- 68,3 procent av befolkningen levde av jordbruk med binäringar
- 17,7 procent av industri och hantverk
- 4,2 procent av samfärdsel
- 4,1 procent av handel
- 2,5 procent av husligt arbete
- 2,3 procent av offentliga tjänster m.m.
- 1,1 procent av ospecificerad verksamhet.

Av den förvärvsarbetande befolkningen (851 personer) jobbade bland annat 67,2 procent med jordbruk med binäringar. 29 av förvärvsarbetarna (3,4 procent) hade sin arbetsplats utanför landskommunen.

## Befolkningsutveckling
Befolkningsutveckling i Stånga landskommun 1870-1960

Stapeln för 1950 avser kommunens gränser efter reformen 1952.

## Politik

### Andrakammarval 1952-1968
Siffrorna är avrundade så summan kan vara en annan än 100.
| Parti          | 1952  | 1956  | 1958  | 1960  | 1964  | 1968  |
| -------------- | ----- | ----- | ----- | ----- | ----- | ----- |
| H              | 13,3  | 13,1  | 11,6  | 12,4  | 10,8  | 9,0   |
| C              | 48,4  | 46,1  | 55,9  | 55,3  | *     | *     |
| F              | 19,9  | 21,5  | 16,1  | 14,5  | *     | *     |
| KDS            | *     | *     | *     | *     | *     | 1,3   |
| MP             | *     | *     | *     | *     | 70,3  | 72,0  |
| S              | 18,4  | 18,7  | 16,4  | 17,8  | 19,0  | 17,7  |
| VPK            | *     | 0,5   | *     | *     | *     | *     |
| Giltiga röster | 1 155 | 1 099 | 1 123 | 1 165 | 1 069 | 1 094 |

### Mandatfördelning i valen 1950-1966
| 7 | 17 | 7 | 4 |

| 34 |

| 6 | 18 | 6 | 5 |

| 33 |

| 6 | 20 | 5 | 4 |

| 32 |

| 5 | 17 | 4 | 4 |

| 28 |

| 5 | 17 | 5 | 3 |

| 26 |